# Pré-natal
O chamado pré-natal é a assistência na área da enfermagem e da medicina prestada à gestante durante os nove meses de gravidez, visando melhorar e evitar problemas para a mãe e a criança nesse período e no momento do parto. Durante a gravidez, os pais podem escolher fazer o exame pré-natal, ou seja, diagnósticos para verificar se há deformações nos genes e nos cromossomos do embrião ou do feto.

## O Pré-natal no Brasil
Atualmente, no Brasil, é reconhecida a importância de se ter um acompanhamento abrangente no pré-natal, que inclua não só as questões biológicas, mas, também, outros aspectos relevantes ao desenvolvimento infantil, como a saúde emocional da mãe, o apoio que ela encontra nos familiares, no trabalho, na escola e na comunidade, bem como orientações sobre a importância da construção do vínculo com o bebê e da participação do pai. Assim, deve-se tratar com igual atenção e importância os aspectos relacionados à vida psíquica da gestante, sua família e seu ambiente social direto e indireto. Isto porque o impacto que se tem com essa abordagem ampliada do pré-natal, trabalhando os aspectos físicos, emocionais e sociais da gestante e seu ambiente, potencializa o desenvolvimento infantil em suas múltiplas dimensões: motora, intelectual, de linguagem, social e emocional.
O conceito de clínica ampliada no pré-natal é uma diretriz do Sistema Único de Saúde voltada para operacionalizar a equidade (atender segundo as necessidades dos sujeitos e grupos) e a integralidade (indissociabilidade das dimensões biopsicossociais), permitindo superar uma atuação meramente curativa.
O pré-natal deve começar assim que a mulher descobre que está grávida. No Brasil, a partir desse momento, o Ministério da Saúde recomenda que sejam realizadas no mínimo seis consultas (uma no primeiro trimestre da gravidez, duas no segundo e três no terceiro), sendo ideal é que a primeira consulta aconteça no primeiro trimestre e que, até a 34ª semana, sejam realizadas consultas mensais. Entre a 34ª e 38ª semanas, o indicado seria uma consulta a cada duas semanas e, a partir da 38ª semana, consultas toda semana até o parto, que geralmente acontece na 40ª semana, mas pode durar até 42 semanas.
O atendimento proporcionado nessas consultas deve ser registrado e monitorado no Cartão da Gestante, pelos profissionais envolvidos, utilizado nas unidades básicas de Saúde do País e também pelos profissionais que a atenderão no parto. Por meio desse monitoramento, é possível fazer o acompanhamento, o diagnóstico e o tratamento de doenças preexistentes ou das que podem surgir durante a gravidez.
Durante o pré-natal, a gestante deve receber informações sobre seus direitos, hábitos saudáveis de vida (alimentação, exercícios etc.), medicamentos que precisa tomar e os que deve evitar e as mudanças que ocorrem durante a gravidez, como a maior incidência de sono e alterações no ritmo intestinal. Também tem de receber informações sobre sinais de risco em cada etapa da gravidez, como lidar com dificuldades de humor, temores em relação à sua saúde e a saúde do bebê, enjoos, inchaço, manchas na pele, sinais de parto etc.
Um pré-natal bem realizado deve, sobretudo, valorizar a participação da gestante, fortalecendo a sua autoconfiança para que possa chegar ao momento do parto tendo maior clareza sobre o que está sentindo, sobre o parto e os limites para enfrentar todo o processo, além de ser orientada sobre como, quando e para quem ela pode pedir ajuda.

### As consultas
O pré-natal segue um protocolo para o monitoramento da saúde da gestante e do feto. Inclui anamnese, exame físico e análise de exames laboratoriais e de imagem. As recomendações para cada etapa da gravidez podem ser acessadas na página do Ministério da Saúde (em termos nacionais) e também nas páginas das Secretarias de Saúde dos Estados, que podem oferecer orientações complementares, com atividades específicas.
No entanto, é muito importante que as gestantes aproveitem o momento da consulta para colocar suas dúvidas, preocupações, experiências a fim de ampliar o diálogo com os profissionais de saúde.
As gestantes atendidas pela Estratégia Saúde da Família poderão contar ainda com uma visita domiciliar pela enfermeira da equipe a partir da 36ª semana de gestação.

### Exames Laboratoriais
Os exames de rotina para triagem de situações clínicas de maior risco no pré-natal é solicitado no acolhimento da mulher no serviço de saúde, imediatamente após o diagnóstico de gravidez. Alguns exames solicitados deverão ser repetidos no início do 3º trimestre da gestação.
Exames complementares de rotina são:
- Hemograma completo – repetir entre 28-30 semanas.
- Grupo sanguíneo e fator Rh.
- Sorologia para sífilis (VDRL); repetir entre 28-30 semanas.
- Glicemia em jejum – repetir entre 28-30 semanas; em gestantes sem fator de risco para diabetes e se o resultado da primeira glicemia for menor que 85 mg/dL.
- Teste Oral de Tolerância à Glicose (TOTG – 75g, 2h) – para os casos triados com fator de risco para diabetes gestacional presente e/ou com glicemia de jejum inicial maior ou igual a 85 mg/dL.
- Exame sumário de urina (Tipo I).
- Urocultura com antibiograma para o diagnóstico de bacteriúria assintomática – repetir entre 28-30 semanas.
- Sorologia antiHIV – repetir entre 28-30 semanas.
- Sorologia para toxoplasmose, IgG e IgM – repetir trimestralmente se for IgG não reagente.
- Sorologia para hepatite B (HBSAg).
- Protoparasitológico de fezes.
- Colpocitologia oncótica.
- Bacterioscopia da secreção vaginal – avaliação de perfil bacteriológico do conteúdo vaginal por critério de Nugent, indicada para pacientes com antecedente de prematuridade, possibilitando a detecção e o tratamento precoce da vaginose bacteriana, idealmente antes da 20ª semana.
- Cultura específica do estreptococo do grupo B, coleta anovaginal entre 35-37 semanas.
- Ultrassonografia obstétrica – Caso a gestante inicie o pré-natal precocemente, o primeiro ultrassom pode ser realizado entre 10º à 13º semana e deve se repetir entre a 20º e a 24º semana.[5]

### Calendário de Imunização
| Intervalo entre as doses     | Vacina          | Esquema    |
| ---------------------------- | --------------- | ---------- |
| Primeira Visita              | dT e Hepatite B | 1º Dose    |
| 2 meses após a 1º visita     | dT e Hepatite B | 2º Dose    |
| 6 meses após a 1º visita     | dT e Hepatite B | 3º Dose    |
| Em qualquer fase da gestação | Influenza       | Dose única |

Nota: Vacinar com dTpa todas as gestantes a partir da 27 semana de gestação até a 36 a semana de gestação,independente do número de doses prévias de dT ou se a mulher recebeu dTpa em outra(s) gestação(ões). O esquema
recomendado da vacina dTpa é de uma dose a cada gestação.

### Vantagens do pré-natal
A assistência do pré-natal bem estruturada pode promover a redução dos partos prematuros e de cesárias desnecessárias, de crianças com baixo peso ao nascer, de complicações de hipertensão arterial na gestação, bem como da transmissão vertical de patologias como o HIV, sífilis e as hepatites.
No entanto, para que essa assistência seja efetiva, é importante que abarque os seguintes aspectos:
- Captação precoce – quanto antes a gravidez for diagnosticada e a gestante receber os cuidados da equipe perinatal, mais precocemente poderão ser detectados problemas passíveis de controle ou de cura.
- Frequência e periodicidade adequadas – é preciso garantir que a gestante receba o atendimento necessário em seis consultas, no mínimo, durante a gravidez.
- Extensão de cobertura – é fundamental que a assistência atinja 100% das gestantes de uma cidade, de um estado e de todo o País. No entanto, dados oficiais do Ministério da Saúde do Brasil, de 2011, indicam que 4,6% de mulheres grávidas estavam sem assistência de pré-natal.
- Qualidade – de nada adianta captar precocemente e oferecer o número adequado de consultas se não houver uma prática que garanta tecnologias atuais, apropriadas e precisas que causem impacto positivo da saúde perinatal, fortalecendo a integralidade[7].

### Qualidade do atendimento pré-natal
Para que haja, de fato, um atendimento que promova qualidade de vida à gestante, ao bebê e à família, algumas iniciativas são essenciais. A primeira está relacionada ao formato do atendimento que, para se prestar aos objetivos reais do pré-natal, precisa ser multiprofissional. Isso significa contar com a ação de médicos obstetras e ginecologistas, médicos de família, enfermeiros, auxiliares e técnicos de enfermagem, psicólogos, assistentes sociais, nutricionistas, educadores físicos e fisioterapeutas. 
No entanto, não adianta ter todos os profissionais atuando se esse trabalho não for integrado e, sobretudo, centrado nas necessidades das gestantes para que ocorra a troca de conhecimentos e a busca compartilhada de soluções para cada impasse detectado.
Vale ressaltar que, desde 1984, o Programa de Atenção Integral à Saúde da Mulher (PAISM), do Ministério da Saúde do Brasil, preconiza esse atendimento multiprofissional.
Outro aspecto a ser considerado para o total êxito do pré-natal é o apoio comunitário, intimamente relacionado ao conceito de saúde-doença, reforçando a ideia de que a saúde é produzida nos diferentes espaços. Por isso, a importância de os cidadãos e as comunidades trabalharem no sentido de garantir uma melhor qualidade de vida, estimulados pela implantação de ações e políticas públicas que promovam a intersetorialidade e o bem-estar coletivo. Por exemplo, no caso do pré-natal de gestantes adolescentes é fundamental envolver a família e a escola como elementos da rede de suporte social para que atuem na incorporação de hábitos saudáveis, assegurando seus direitos.
É preciso, também, planejar e realizar ações que garantam o atendimento de grupos de gestantes específicos, dividindo as futuras mães em faixas etárias e períodos da gestação para oferecer um atendimento customizado a cada uma delas (gestantes adolescentes e mães tardias, gestantes do terceiro trimestre, por exemplo).
Outra iniciativa que contribui à eficiência do pré-natal é a normatização da assistência. Isso significa criar regras e orientações padronizadas para o atendimento e monitoramento das futuras mães por todos os profissionais da Saúde envolvidos no processo. Dessa forma, criam-se meios e ferramentas confiáveis de avaliação para averiguar onde e de que forma procedimentos precisam ser ajustados ou criados.

### O pré-natal, as dimensões psicológicas e a importância do pai

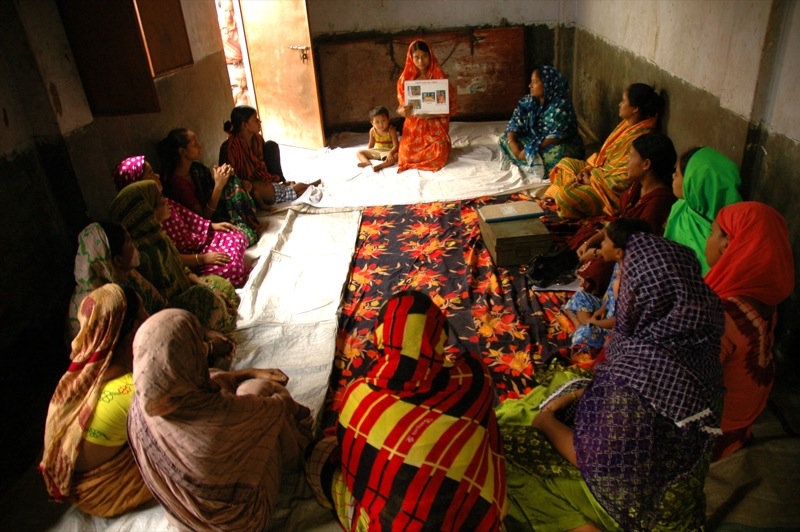
Palestra sobre cuidados pré-natais em Bangladesh

Além da tradicional abordagem fisiológica da gestante e do feto, é essencial que o pré-natal amplie seu foco, garantindo acolhimento à futura mãe, repleta de dúvidas, possíveis medos e ansiedade. Por isso, recomenda-se que o pai da criança acompanhe as consultas. Além de ajudar a mãe a sentir-se mais segura e protegida, ele começa a estabelecer um maior vínculo com o filho, trazendo benefícios não só à gestante e a ele mesmo, mas especialmente, ao bebê.
A questão do acolhimento é um dos eixos e diretrizes da Política Nacional de Humanização e de Atenção Obstétrica e Neonatal do Ministério da Saúde do Brasil.
O atendimento psicológico (a psicoprofilaxia) à gestante pode ser dar nas consultas individuais e nos grupos de discussão ou educativos propiciados pela equipe de Saúde para envolver a futura mãe, seu parceiro e a família e que devem ser uma estratégia transformadora e apoiadora da família grávida.
É importante que nesses espaços ela possa compartilhar suas impressões sobre a gestação e o momento do parto e que haja a troca de sensações entre os envolvidos (o pai, a família), com a supervisão e orientação dos profissionais de saúde.